# Céline Joséphine Bidard de la Noë
Pour les articles homonymes, voir Bidard et La Noë.
Céline Joséphine Bidard de La Noë, de son nom de plume Paria Korigan, née le 7 avril 1835 à Rennes et morte le 4 novembre 1926 au Mans, est une écrivaine française, romancière et nouvelliste.

## Biographie
Céline Joséphine Bidard naît à Rennes en 1835, fille de Théophile Bidard, professeur de droit, et de Léonie Bellois, son épouse. En 1854, elle épouse dans la même ville Aristide Louis Barbe-Mintière, avocat, dont elle a trois enfants.
Ses premiers écrits, Récits de la Luçotte et Deux contes, sont publiés en 1881 dans le journal La Nouvelle Revue. Veuve l'année suivante, elle se remarie en 1883 à Paris avec le peintre parisien Émile Lévy.
Elle publie plusieurs nouvelles dans des revues telles que La Nouvelle Revue, La Revue politique et littéraire, La Grande Revue et le journal Le Gaulois, puis sous forme de recueils, et plusieurs romans.
À nouveau veuve en 1890, elle publie un dernier roman en 1901, préfacé par Jules Barbey d'Aurevilly.
Établie au 98, rue des Maillets au Mans, elle y meurt à 91 ans sous l'identité « Renée [sic] Bidart de la Noë, veuve Lévy » en 1926,.

## Œuvres

### Romans
- 1882 : L’Idiot, V. Havard.
- 1884 : Just Lhermenier, P. Ollendorff.
- 1886 : Une passion, P. Ollendorff.
- 1887 : Les Ardents, Calmann Lévy, inclut aussi les nouvelles Dans les ténèbres et Jacques et Jacqueline.
- 1888 : Le Tréfonds, A. Savine.
- 1889 : La Grande-Janic, A. Savine.
- 1889 : L’Infirme, Firmin-Didot.
- 1901 : Miséricorde, P. Ollendorff.

### Recueils de nouvelles
- 1882 : Récits de la Luçotte, Calmann Lévy.

### Nouvelles
- 1882 : Le Lac de Thun, parue dans La Nouvelle Revue, 15 août 1882, p. 926-938.
- 1883 : Le Cerisier, parue dans La Revue politique et littéraire, juillet 1883, p. 120.
- 1883 : Le Mutilé, parue dans La Revue politique et littéraire, juillet 1883, p. 263-269, 295-305.
- 1884 : L’Aile de papillon et les Fourmis, album amicorum de Louise de Heredia.
- 1884 : Confession d’une femme, parue dans Le Gaulois, 6-9 mai 1884.
- 1885 : Le Chat enragé, parue dans La Nouvelle Revue, 15 mars 1885, p. 373-397.
- 1888 : Un début, parue dans La Grande Revue, juillet 1888, p. 343-345.
- 1888 : Ludibria ventis, L’oiseau abandonné, parue dans Matinées espagnoles, n° 11, 15 juin 1888.
- 1891 : Madame Lebreton, parue dans L’Oued-Sahel, 5 novembre 1891 et 8 novembre 1891.

## Iconographie
- Émile Lévy, Portrait de Madame Lévy, 1883, pastel, H. 46,2 ; L. 37,5 cm., don Patrick Roger par l'intermédiaire de la société des Amis du musée d'Orsay, 1989, musée d’Orsay[7]

## Postérité
- La promenade Paria-Korigan, à Rennes, a été dénommée ainsi par délibération du conseil municipal du 20 mars 2017[3].